# Абрамян, Сергей Аршавирович
Серёжа Аршави́рович Абрамя́н (арм. Սերյոժա Արշավիրի Աբրահամյան, 1 января 1953, село Владимировка Алтайского края , РФ) — армянский предприниматель и депутат парламента Армении, один из братьев Ара Абрамяна.
- 1975 — окончил Ереванский политехнический институт. Инженер-конструктор, технолог радиоаппаратуры.
- 1975—1976 — работал инженером Ереванского филиала НИИ коммутационных приборов.
- 1976—1986 — руководитель лаборатории Ереванского проектно-технологического бюро релейной техники.
- 1986—1988 — заместитель начальника ОТК Ереванского релейного завода.
- 1988—1990 — заместитель секретаря парткома Ереванского релейного завода.
- 1990—1994 — главный специалист по вопросам внешнеэкономических связей Ереванского релейного завода.
- 1994—1997 — директор Малишкинского филиала госпредприятия «Шохакн».
- 1997—2000 — председатель ОАО «АВА».
- С 2000 — председатель совета директоров ЗАО «Ава Плюс».
- 25 мая 2003 — член постоянной комиссии по внешним сношениям парламента Армении. Беспартийный.